# Tchatkalophantes kungei
Tchatkalophantes kungei is een spinnensoort uit de familie hangmatspinnen (Linyphiidae). De soort komt voor in Kirgizië.